# Coconut (chanson de Harry Nilsson)

Coconut est une chanson de Harry Nilsson, sortie en 1971 en tant que troisième single de son album Nilsson Schmilsson.

## Classements
Elle a été présente dans le classement U.S. Billboard charts pendant 14 semaines, et a atteint la place n°8. Elle a atteint la place n°42 dans le classement britannique.

## Particularités
La chanson présente la particularité de ne reposer que sur un seul accord en arpège à la guitare. Les paroles de la chanson font apparaitre successivement trois personnages, un narrateur, une femme et un médecin, chacun avec une voix différente.

## Musiciens
D'après les crédits de l'album
- Harry Nilsson : chant
- Caleb Quaye : guitare
- Ian Duck : guitare acoustique
- Herbie Flowers : basse
- Jim Gordon – batterie, percussion
- Roger Pope – batterie

## Reprise
La chanson a été reprise en 1994 par Dannii Minogue, et il en existe de nombreuses autres versions.

## Au cinéma
Elle a été utilisée pour la bande originale du film Reservoir Dogs de Quentin Tarantino, sorti en 1992. Elle a été également utilisée dans le film Les Ensorceleuses de Griffin Dunne, sorti en 1999. Dans la série Bones (saison 6, épisode 22) sortie de 2005 à 2017, c'est la chanson préférée de Sweets et de Nigel-Murray.